# Campoplex uniformis
Campoplex uniformis là một loài tò vò trong họ Ichneumonidae.